# كلية طلال أبو غزالة الجامعية للابتكار
كلية طلال أبو غزالة الجامعية للابتكار (TAGUCI) تأسست عام 2018. ويقع مقر الكلية الرئيسي في شارع مكة في العاصمة الأردنية عمان. وهي كلية جامعية متخصصة بالأعمال وتقنية المعلومات. وتعتبر الكلية الوحيدة في العالم التي ترتكز على الإبداع والابتكار وتهتم بتخريج جيل مبدع وإعداده لمناصب قيادية ضمن حقول تخصصاتهم. 

## برامج الكلية
- تمنح درجتي البكالوريوس والماجستير في التخصصات التالية:
- بكالوريوس في الإدارة
- بكالوريوس في المحاسبة الدولية
- بكالوريوس في اللوجستيّات
- كما يقدم برنامج الماجستير في التخصصات التالية:
- ماجستير في إدارة الأعمال
- ماجستير في المحاسبة الدولية
- ماجستير في إدارة الجودة
- ماجستير في الملكية الفكرية

## وصلات خارجية
- موقع كلية طلال أبو غزالة الجامعية للابتكار